# Roberto Goracci
Roberto Goracci (Roma, 1º aprile 1966) è uno scrittore italiano.

## Biografia
Interrotti gli studi di giurisprudenza, è stato skipper professionista, cuoco, soldato, ristoratore, agente di viaggio, cacciatore di tesori nei Caraibi e broker di yacht. Nel 1995 ha lasciato l'Italia e si è trasferito a Cuba, dove ha vissuto per oltre tre anni portando in giro i turisti con il suo catamarano. Tornato in patria nel 1999, si è dedicato alla scrittura e alla cucina nel suo ristorante caraibico a Sabaudia.
Il suo primo libro, Ad est dell'Avana (2001), nasce dal periodo trascorso a Cuba, quando viveva con il suo cane Hush in una capanna sulla costa orientale, nei pressi del polo turistico di Holguín. In quei tre anni Goracci ha sperimentato in prima persona la vita sull'isola e ha conosciuto in modo unico e anticonvenzionale la vera Cuba: quel che vi resta della rivoluzione castrista, la musica e la danza amerindie, il rum, l'embargo, la burocrazia, il sesso, la miseria e l'orgoglio, con tutto il suo fascino e la sua disperazione.

## Opere
- A est dell'Avana (nota introduttiva di Luca Barbarossa), Milano, Tea, 2001, ISBN 88-502-0046-3. Nuova ed. con due capitoli aggiuntivi: Tea, 2007, ISBN 978-88-502-1479-2.
- Tucker Max, Spero che servano birra all'inferno (trad. it. di Roberto Goracci), Milano, Tea, 2009. ISBN 978-88-502-1882-0.
- Acqua viziata, Milano, Tea, 2010. ISBN 978-88-502-2102-8.